# Svízel nízký
Svízel nízký (Galium pumilum) je drobnější, v České republice hojně rozšířená planě rostoucí bylina, druh z rozsáhlého rodu svízel. Je to nominátní druh z polyploidního komplexu Galium pumilum agg., který v České republice obsahuje ještě svízel sudetský, svízel moravský a svízel rakouský. Kvůli morfologické variabilitě zapříčiněné i opakovanou hybridizací a polyploidizací jsou jednotlivé druhy komplexu obtížně determinovatelné.

## Rozšíření
Svízel nízký je považován za evropský druh, je rozšířen od Velké Británie, Francie a Beneluxu přes Německo, Švýcarsko, Dánsko a Rakousko po Českou republiku, Polsko, Maďarsko, Rumunsko a dále v severních částech Apeninského a Balkánského poloostrova. Na Slovensku se nevyskytuje.
V ČR se vyjma vyšších poloh, nejvýše do 800 m n. m., vyskytuje na celém území hojně. Roste na vysychajících stráních porostlých nevysokými travinami, v řídkých a světlých listnatých lesích, na pastvinách a mezích polí, v opuštěných lomech, na sutinách a starých skládkách, kamenitých okrajích polních cest nebo železničních náspů, často jej lze spatřit i na místech, kam byl zavlečen lidskou činností. Vyhovují mu půdy neutrální až kyselé, silikátové nebo hadcové, většinou s nedostatkem vápníku.

## Popis
Vytrvalá, řídce trsnatá rostlina s lodyhami 20 až 40 cm vysokými, které vyrůstají z oddenku s tenkými, široce se rozvětvujícími kořeny; z trsů vyrůstají i sterilní přízemní prýty. Chabé, tenké lodyhy jsou obvykle vystoupavé nebo řidčeji poléhavé, v průřezu čtyřhranné a na hranách s odstálými papilami drsné, jinak jsou lysé nebo ve spodní části jemně chlupaté a u báze nejsou načervenalé. Lodyžní články jsou různé délky, spodní jsou od velmi krátkých a prostřední jsou 3 až 5násobně delší než listy vyrůstající v uzlinách. Listy i palisty rostou po 6 až 8 v přeslenech a bývají až 20 mm dlouhé a 1,2 mm široké. Jejich dosti tuhé čepele, po obou stranách lysé nebo roztroušeně chlupaté, jsou tvaru podlouhlého až čárkovitě obkopinaté, na konci jsou špičaté a ukončené měkkou osinkou, okraje mají mírně podvinuté a porostlé osténkatými chlupy směřujícími ke špičce. Ve spodní části lodyhy listy postupně uvadají a opadávají.
Oboupohlavné květy s bílou, kolovitou, 3 až 4 mm velkou korunou tvořenou čtyřmi plochými, špičatými lístky rostou na stopkách 2 až 5 mm dlouhých, kalich je nezřetelný. Květy jsou sestaveny v rozměrnou, silně větvenou latu; toto rozvolněné květenství válcovitého až vejčitého tvaru tvoří zhruba jednu polovinu až dvě třetiny výšky rostliny. Čtyři tyčinky nesou na krátkých nitkách dvoupouzdré prašníky, na vrcholu dvoudílného oválného semeníku jsou dvě rozeklané blizny s částečně srostlými čnělkami. Plodem jsou lesklá, tmavě hnědá merikarpia ledvinovitého tvaru s poduškovitými hrbolky. Bývají dlouhá 1,4 až 1,8 mm a široká 0,7 až 0,9 mm.
Svízel nízký roste ve dvou cytotypech, které nelze od sebe morfologicky odlišit: oktoploidní (2n = 8x = 88) a hexaploidní (2x = 6x = 66). Na území ČR se vyskytuje výhradně populace oktoploidní.